# Justo Nieto Nieto
Justo Nieto Nieto (Cartagena, 1 de novembre de 1943) és un enginyer industrial mecànic i polític valencià-murcià.

## Biografia
Ha treballat en la universitat de Terrassa, la universitat de Santander i des del 1976 en la Universitat Politècnica de València. Va ser director de l'Escola Tècnica Superior d'Enginyers Industrials de la UPV des del 1979 fins al 1985. Aleshores fou elegit rector de la Universitat fins a l'any 2004, quan fou nomenat conseller d'Empresa, Universitat i Ciència de la Generalitat Valenciana. En juny del 2007, després de les eleccions autonòmiques del 27 de maig, Camps no va comptar amb Nieto perquè continuara la seua tasca com a Conseller i Justo Nieto va reflectir el seu malestar sent l'únic dels Consellers eixints que no assistí a l'acte de presa de possessió de Camps com a President de la Generalitat Valenciana. Fou el fundador de l'Institut de Biomecànica de la UPV, és expresident de la Societat Ibèrica de Biomecànica i de la Federació Espanyola del IFToMM, i va ser membre del Consell Valencià de Cultura.
És Doctor Honoris Causa per les Universitats de Chiclayo, (Perú) i Tarapoto, (Perú); Institut Superior Politècnic José Antonio Echeverría (L'Havana); Universidad Ricardo Palma (Lima - Perú).
És fill adoptiu de la ciutat d'Alcoi i Medalla d'or de la ciutat.